# سوزا (آلمان)
سوزا (به آلمانی: Sosa) یک منطقهٔ مسکونی در آلمان است که در آیبن‌اشتوک واقع شده‌است. سوزا ۲٬۰۶۹ نفر جمعیت دارد.